# Thomas Ott
Thomas Ott (Zurigo, 10 giugno 1966) è un fumettista svizzero.

## Tecnica
Dopo essersi diplomato presso la Schule für Gestaltung di Zurigo nel 1987, ha lavorato come fumettista tra Zurigo e Parigi. Nel 1989 ha pubblicato il suo primo libro, Tales of Error, per "Édition Moderne". Successivamente, ha pubblicato diverse altre opere, sia per “Moderne” sia per “L’Association”, lavorando al contempo per le riviste Strapazin, Lapin, L’Écho des Savanes, Libération, Vogue e per diversi giornali.
Dal 1998 fino al giugno del 2001 Ott ha studiato cinema presso l'Università delle Arti di Zurigo, diplomandosi con un cortometraggio di 15 minuti dal titolo: Sjeki vatcsh!.
La tecnica preferita dall'artista è quella dello sgraffito su carta, «il grattage, o scratchboard: fa emergere cioè le immagini da una tavola a più strati di inchiostro nero letteralmente ‘graffiandola’ con un pennino, nello specifico un cutter giapponese. Lavoro certosino e delicatissimo che non concede margine di errore, e del quale Ott è ormai maestro».
Le sue storie dalle atmosfere cupe, angoscianti e soffocanti hanno ricevuto il consenso di molta critica. Ott gioca abilmente «con frammenti di polizieschi, noir e horror. Per Ott i generi della cultura popolare, come le fiabe, sono una base universale in cui ogni uomo può riconoscersi». Altri aggiungono che «nonostante le battute intrise d’humour nero, si farebbe un torto a Ott vedendo in esse semplicemente una parodia del genere horror […] Ott empatizza con gli ultimi di questo mondo e ha una certa sensibilità per le storie veramente tragiche». E ancora: «Da anni l’artista svizzero del fumetto ci consegna le più oscure visioni del lato assurdo della civiltà moderna».
Nel 2013, Ott ha pubblicato Dark Country, la storia di un viaggio di nozze da incubo, adattamento indipendente dell'omonimo film del 2008 dello sceneggiatore Tab Murphy e del regista e attore hollywoodiano Thomas Jane. È stato lo stesso Jane a esortare Ott a trasformare il film in un racconto a fumetti.
Ott ha insegnato una decina d'anni presso l'Università delle Arti di Zurigo, decidendo «poco prima della prima ondata di pandemia» di licenziarsi per dedicarsi maggiormente al suo lavoro di autore e illustratore. Nel 2020 ha conseguito una borsa di studio della fondazione Pro Helvetia.
Il suo ultimo lavoro è La foresta (#logosedizioni, 2021).

## Pubblicazioni
- I racconti dell'errore, Topolin Edizioni, 1989;
- Exit, Black Velvet Editrice, 1997;
- Cinema Panopticum, Black Velvet Editrice, 2005 – #logosedizioni, 2015;
- Il numero 73304-23-4153-6-96-8, Black Velvet Editrice, 2008 – The number, #logosedizioni, 2016;[10]
- R.I.P. Best of 1985-2004, #logosedizioni, 2016;
- La foresta, #logosedizioni, 2021.

## Mostre
- 2009: Cinema Panopticum – Thomas Ott, Cineteca di Bologna;[11]
- 2010: Fumetto[12]
- 2010: Thomas Ott, Galerie Martel, Parigi;[13]
- 2019: Es zog mich durch die Bilder, Kubin@Nextcomic, Landesgalerie Linz, con opere di ATAK, Brigitta Falkner, Anke Feuchtenberger, Nicolas Mahler, Thomas Ott, Christina Röckl, Franz Suess, Edda Strobl e Alfred Kubin;[14]
- 2019: Black Holes, con Simone Baumann, Galerie Stephan Witschi, Zurigo;[15]
- 2021: La forêt, Galerie Martel, Parigi.[16]

## Premi e riconoscimenti
- 1996: Premio Max-und-Moritz del Comic Salon di Erlangen come migliore autore di fumetti in lingua tedesca;[17]
- 2006: Premio Attilio Micheluzzi per il miglior libro a fumetti straniero con Cinema Panopticum;[18]
- 2017: Grand Prix Design dell’Ufficio Federale della Cultura tedesco per l’opera omnia nell’ambito dello Swiss Design Awards;[19]
- 2020: Trophée de l’édition per la categoria prodotto editoriale con La forêt.[20]